# Chuyến bay 646 của Air Canada
Chuyến bay 646 của Air Canada là chuyến bay từ Sân bay quốc tế Toronto Pearson của Toronto đến Fredericton, New Brunswick, do Air Canada khai thác. Vào ngày 16 tháng 12 năm 1997, lúc 23:48 giờ địa phương, chiếc máy bay phản lực Canadair CRJ100ER (CL-65) đã bị rơi sau một nỗ lực go-around không thành công ở Fredericton. Tất cả hành khách và phi hành đoàn đều sống sót, mặc dù thời gian phản ứng khẩn cấp kéo dài 1 giờ 30 phút và phi hành đoàn không được huấn luyện khẩn cấp đầy đủ. Máy bay bị hư hỏng không thể sửa chữa và bị loại bỏ, khiến vụ tai nạn trở thành vụ tai nạn vỡ thân thứ hai của một chiếc CRJ100.